# Arild Ravndal
Arild Ravndal (Sandnes, 4 aprile 1960) è un ex calciatore norvegese, di ruolo difensore.

## Carriera
Ravndal ha giocato con la maglia del Viking dal 1983 al 1990. Con questa casacca ha avuto l'opportunità di esordire nelle competizioni europee per club: il 14 settembre 1983 è stato infatti schierato titolare nella sconfitta per 5-1 contro il Partizan, sfida valida per l'edizione stagionale della Coppa dei Campioni.